# びわ湖タワー

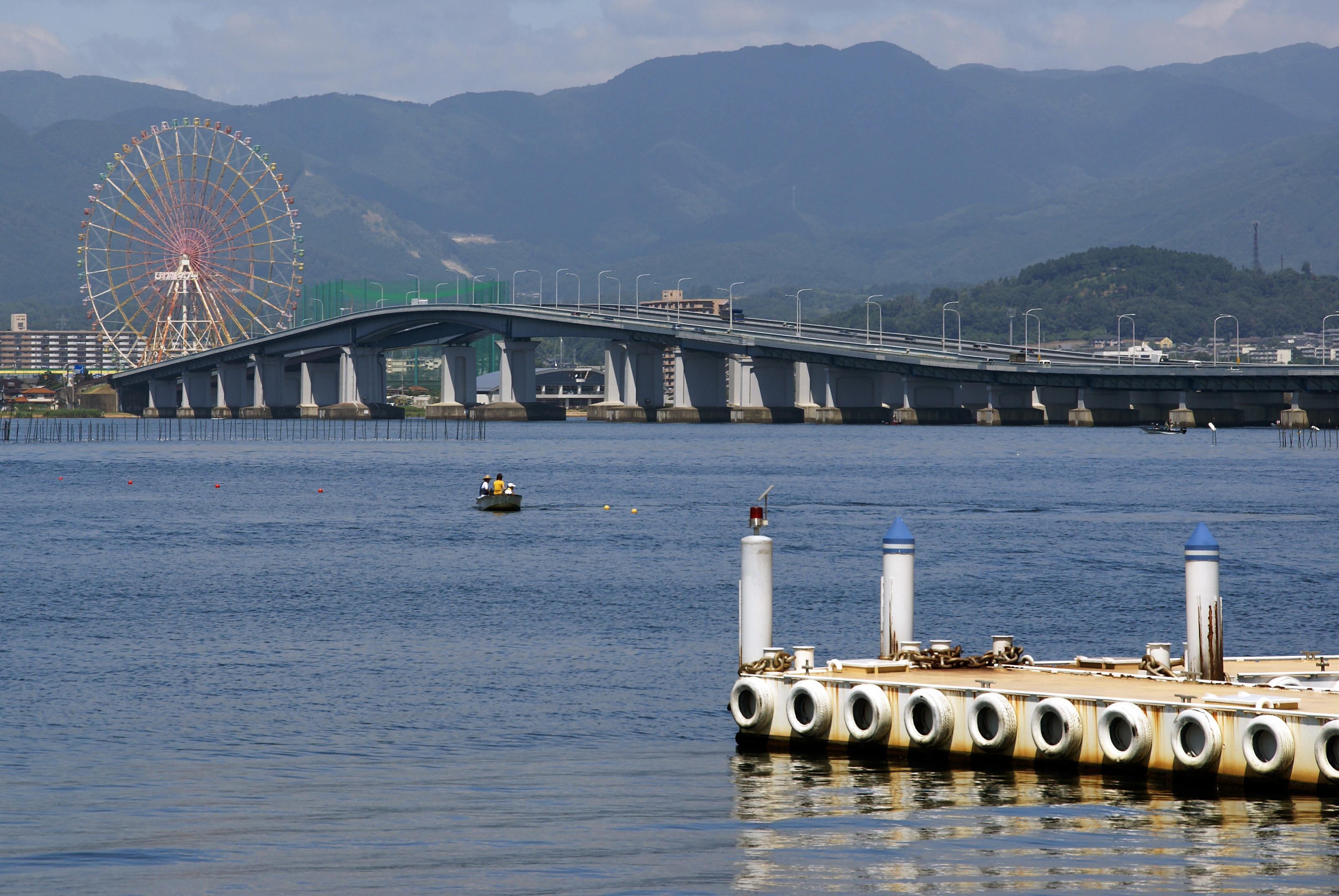
琵琶湖大橋とイーゴス108（左奥）

びわ湖タワー（びわこタワー）は、滋賀県大津市今堅田にあった展望塔であり、それを含む遊園地の名称である。大阪府大阪市に本社を置くフタミ観光が運営していた。

## 施設概要
1965年（昭和40年）、国道161号（現在は滋賀県道558号）と琵琶湖大橋が交わる立地に、ドライブインとして開業した。ドライブインの目玉は展望室が回転しながら昇降する「びわ湖タワー」で、琵琶湖や比良山地を一望できる高さ63.5mのタワーであった。1967年（昭和42年）に遊園地として拡張され、5万平方メートルの敷地にアトラクションや温泉付き宿泊施設、結婚式場が併設されていた。駐車料金や入園料は無料であった。また近くの満月寺浮御堂ともに『仮面の忍者 赤影』の舞台として登場したこともある。
1992年（平成4年）4月26日にびわ湖タワーに代わる目玉として、世界一の高さ（完成当時）を誇る108mの大観覧車「イーゴス108」が開設された。「イーゴス108」は一般公募で決められた名前で、「イーゴス」とは「すごーい」を逆から読んだものである。琵琶湖畔に佇む巨大観覧車は滋賀県有数のランドマークとして親しまれた。夜には側面の448個の装飾灯を使って「琵琶湖に優しさを」という内容のモールス信号を送っていた。遊園地の主役を譲ったびわ湖タワーはバンジージャンプ台に改造されたが、遊園地の名前としてはそのまま残された。
敷地内には哀愁あるレトロなアトラクションが並んでいたほか、京都市電全廃後には1800形車両を3両引き取って保存していた（ただし保存状態が悪く、廃業時に2両は解体、1両は大阪の共栄興業に引き取られたがこちらもその後解体された）。入口にあった謎のロボット像や、関西一円などに放映されていた「びわ湖タワーへ行こう! 遊園地で遊んで、ひとっ風呂浴びて、宿泊・宴会。飲んで食って大人も子供も楽しさいっぱい! びわ湖タワー!」のローカルCMでも知られた。忍者の郷として名高い甲賀を擁する滋賀県の遊園地らしく、からくり忍者屋敷もあった。
滋賀県内最大の遊園地であり、イーゴス108が完成した1992年頃には県内外から1日約5万人の来場客を集める最盛期を迎えたが、その後客足が減少。2001年（平成13年）8月31日に業績不振で廃業した。びわ湖タワーの閉園により、大津市内・滋賀県内の遊園地は小規模なものを除きすべて姿を消すこととなった。

## 閉園後

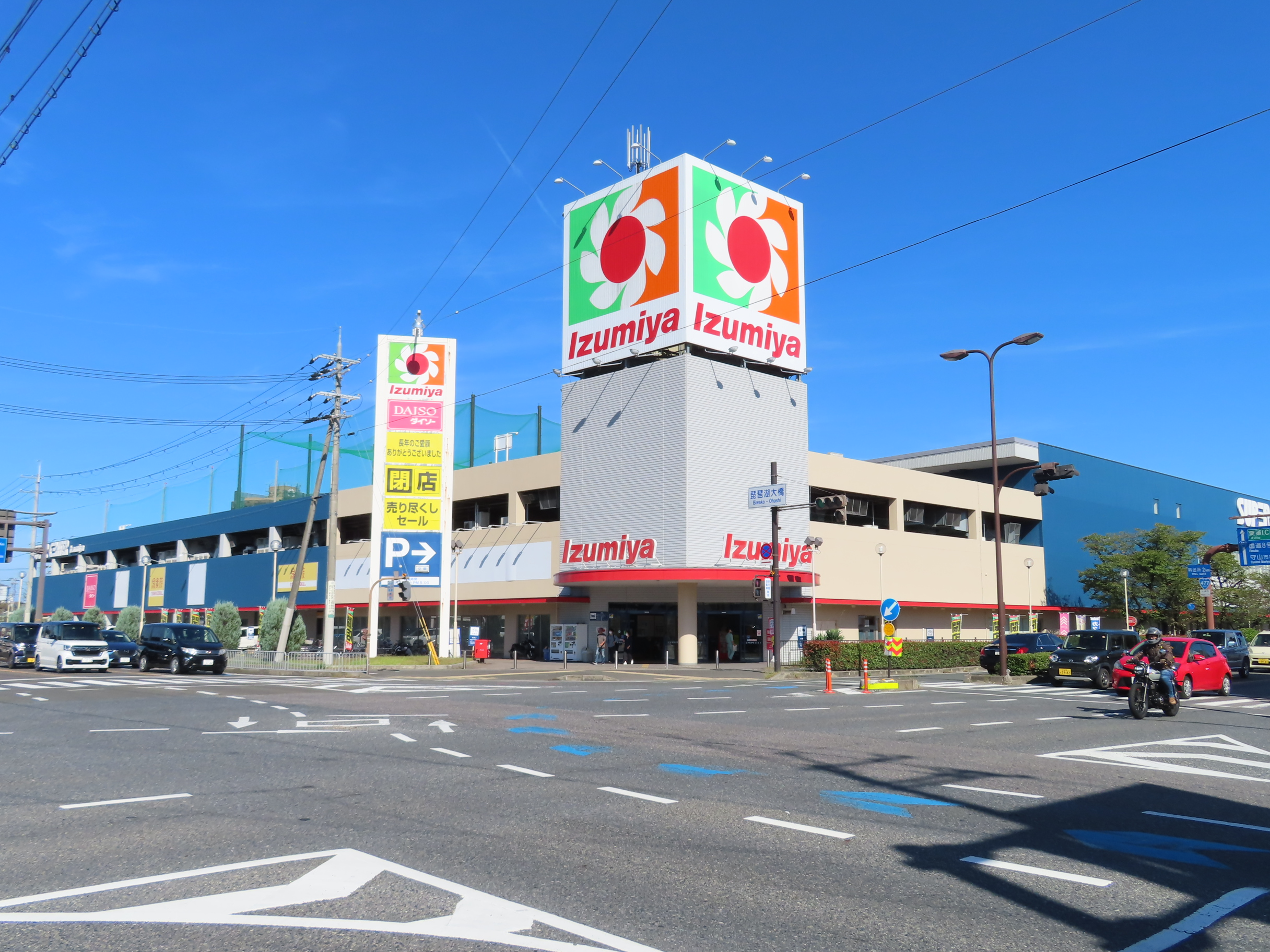
イズミヤスーパーセンター堅田店（2022年9月）

閉園後の跡地利用は当初は場外馬券発売所が計画されていたが、地元住民の反発により実現せず、2005年（平成17年）12月14日にイズミヤスーパーセンター堅田店が開店し、2007年（平成19年）3月23日にヤマダ電機テックランド大津堅田店が開店した。その後イズミヤスーパーセンター堅田店は2023年（令和5年）1月9日に閉店し、2025年（令和7年）にカインズと平和堂が出店予定である。
イーゴス108は閉園後も解体されずに残り、現在の所有者である不動産会社の協力の下、「いつでも再開できるように」とフタミ観光の社長が毎月1回（2011年から2か月に1回）点検・作動させて部品の劣化を防いでいた。2013年（平成25年）9月より解体が行われ、12月に解体を終了し、ベトナムへ輸出。同国のリゾート地ダナン市にあるテーマパーク「アジアパーク」の園内に設置され「Sun Wheel」と命名される。高さは琵琶湖時代の108mから、台座を含め115ｍに変更された。また、当時園内にあった怪獣のうち一体は赤くお色直しされ、近江今津駅近くの理髪店の庭に、「火の用心」や「シートベルト着用」を呼び掛ける幟を抱えた姿で設置され、足下にはびわ湖タワーと書かれた台座が当時のまま残されている。